# 나카에다촌
나카에다촌(中枝村)은 도쿠시마현 오에군에 있던 촌이다. 

## 역사
- 1889년 10월 1일 - 정촌제 시행에 의해 3촌의 구역으로 성립하였다.
- 1955년 1월 1일 - 나카에다촌이 분립으로 일부 구역은 고야다이라촌에 편입, 잔부는 히가시야마촌, 미야마촌과 합병해 미사토촌에 편입, 동일 나카에다촌은 폐지되었다.

## 참고문헌
- 『角川日本地名大辞典 36 徳島県』。